# Freccia del Brabante 1969
La Freccia del Brabante 1969, nona edizione della corsa, si svolse il 23 marzo su un percorso di 180 km, con partenza ed arrivo a Sint-Genesius-Rode. Fu vinta dal belga Willy In 't Ven della squadra Mann-Grundig davanti all'olandese Jos van der Vleuten e all'altro belga Willy Monty.

## Ordine d'arrivo (Top 10)
| Pos. | Corridore             | Squadra                   | Tempo    |
| ---- | --------------------- | ------------------------- | -------- |
| 1    | Willy In 't Ven       | Mann-Grundig              | 4h30'00" |
| 2    | Jos van der Vleuten   | Willem II-Gazelle         | a 5"     |
| 3    | Willy Monty           | Peugeot-BP-Michelin       | a 8"     |
| 4    | Jos Huysmans          | Mann-Grundig              | a 10"    |
| 5    | Victor Van Schil      | Faema-Faemino             | a 13"    |
| 6    | Jos Spruyt            | Faema-Faemino             | a 17"    |
| 7    | Patrick Sercu         | Faema-Faemino             | a 22"    |
| 8    | Michel Coulon         | Flandria-De Clercq-Kruger | a 30"    |
| 9    | Georges Pintens       | Mann-Grundig              | a 50"    |
| 10   | Georges Vanconingsloo | Peugeot-BP-Michelin       | a 1'30"  |